# Blaaskwintet (Fernström)
Het Blaaskwintet van de Zweedse componist John Fernström ging in première op 26 september 1943. Van werken van deze componist zijn relatief weinig opnamen bekend. Daartegenover staat dat van dit werk in het genre blaaskwintet, waarin normaliter weinig opnamen verschijnen, in 2013 meerdere opnamen verkrijgbaar zijn. De componist schreef er zelf over dat het alhoewel moderne muziek is, hij het toch tonaal heeft gehouden. Fernström was zelf violist, maar kon voor blaasinstrumenten schrijven, omdat hij jarenlang betrokken was bij diverse orkesten in Zweden
Het blaaskwintet heeft vier delen (ook met klassieke aanduidingen):
1. Allegro molto
2. Adagio
3. Scherzo
4. Finale – Rondo vivace.

Het werk voor dwarsfluit, hobo,  klarinet,  fagot en hoorns is onder meer opgenomen door:
- Oslo Blaaskwintet voor Naxos
- Noors Blaaskwintet voor Simax
- Quintetto Amadeo voor Phono Suecia